# Massagran
Massagran es un personaje de ficción, protagonista del libro Las aventuras extraordinarias de Massagran de Josep Maria Folch. A partir de la obra original el personaje dará lugar a una colección de cómics, guionizados por Ramon Folch, hijo de Josep Maria Folch, y dibujados por Josep Maria Madorell, basándose a su vez en las ilustraciones de Junceda. Todas ellas se publicaron por entregas en la revista Cavall Fort.

## Las Aventuras Extraordinarias de Massagran
Las aventuras extraordinarias de Massagran es el libro infantil más conocido de Josep Maria Folch. Fue publicado en forma de folleto en En Patufet en 1910, concretamente el 7 de mayo, con dibujos de Junceda (número 9 de la "Biblioteca Patufet", que continuó en el número 10: Nuevas aventuras de Massagran) y se convirtió en un gran éxito. El libro fue traducido al español con el título de Las aventuras extraordinarias de Noteapures y también al italiano como Avventure Straordinarie di un Ragazzo catalano.
En la obra se explica como Massagran, hijo de un empleado de aduanas, ya de muy pequeño siente especial atracción por el mar, hasta que llega un momento en que, a pesar de los consejos en contra de su familia, se embarca con la intención de conocer nuevos países y costumbres. A partir de ese momento tienen lugar una serie de peripecias que le llevarán a África, desde donde, después de variadas aventuras y con nuevos amigos, volverá a Cataluña. En esta obra aparece la tribu de los Karpanta, los cuales inspirararían, más tarde, el famosísimo Carpanta de Escobar, quien había colaborado en En Patufet creando a Pulgarcito.
Años después Massagran apareció en forma de cómic, con guion de Ramon Folch y dibujos de Josep Maria Madorell (1923-2004). TV3 emitió los 14 cómics en capítulos de 30 minutos durante el año 2003.
Por otra parte, el 20 de diciembre de 2005, el Teatro Nacional de Cataluña estrenó una adaptación teatral de la obra, dirigida y adaptada por Joan Castells.

### Temas
El tema principal es las peripecias de Massagran. Se trata de un héroe desgarbado y voluntarioso que soluciona todos los problemas de forma ingeniosa, sin caer nunca en el desánimo ante las dificultades y ofreciendo un modelo positivo de comportamiento.
Por otra parte, las aventuras de Massagran recogen también las concepciones eurocéntricas que justifican el colonialismo al presentar a otros países como netamente inferiores a los occidentales en todos los aspectos. Hay que tener en cuenta que la obra de Josep Maria Folch refleja los tópicos de la época en que se publica. Este aspecto también lo encontramos reflejado en otras obras y cómics de la época, como Tarzán, Tintín o Babar. En contraposición podríamos citar a Astérix y Obélix, antiimperialistas chovinistas y simpáticos producidos por una cultura totalmente romanizada, o bien a Sandokan, claramente anticolonialista.

## Año Massagran
Con motivo del centenario de la creación del personaje del año 2010 La Fundación Folch i Torres y la Editorial Casals, que tiene los derechos de edición del álbum del personaje, con la colaboración de la Institució de les Lletres Catalanes, preparan una gran retrospectiva itinerante sobre Massagran, que comenzará a finales del mes de abril en Barcelona y que se podrá ver en diversos lugares de Cataluña en el transcurso del 2010.